# Tuc de Contesa (Vielha e Mijaran)
El Tuc de Contesa és una muntanya de 2.780 metres d'altitud, i és el cim més occidental de la serra del Molar Gran, que divideix les valls de Conangles i de Besiberri. Es troba en els límits municipals de  Vilaller, a la comarca de l'Alta Ribagorça i de Vielha e Mijaran, a la comarca de la Vall d'Aran.
Aquest cim està inclòs al llistat dels 100 cims de la FEEC i a partir dels 2.350 metres d'altitud està dintre de la zona perifèrica del Parc Nacional d'Aigüestortes i Estany de Sant Maurici.